# Conquête mongole de l'empire des Song
Pour un article plus général, voir Conquêtes mongoles.
Invasion mongole en Chine
La conquête mongole de la Chine méridionale des Song est la dernière étape de la soumission de la Chine par les Mongols de la tribu de Gengis Khan. Gouvernant déjà le nord depuis 1234, ils parviennent sous Kubilai Khan à réunifier l'ensemble de la Chine, qu'ils gouverneront jusqu'à la fin de la dynastie Yuan en 1368. Le point culminant de cette conquête est la reddition de Hangzhou en 1276.

## Situation avant la conquête
Au tout début de l'invasion mongole de la dynastie Jin, un émissaire de la dynastie Song arrive à la Cour des Mongols, peut-être pour négocier une offensive conjointe contre la dynastie Jin, que les Song avaient précédemment combattu durant les guerres Jin-Song. Même si Gengis Khan refuse cette alliance sur le moment, à sa mort en 1227, il laisse un plan pour attaquer la capitale des Jin, qui nécessite de passer par le territoire des Song. Par la suite, un ambassadeur mongol est tué par un gouverneur Song dans des circonstances troubles. Avant d’avoir reçu la moindre explication sur ce meurtre, les Mongols appliquent le plan de Genghis Khan et traversent le territoire Song pour attaquer Kaifeng, la capitale des Jin, sans avoir pris la peine de prévenir les autorités chinoises. En 1233, la dynastie Song devient finalement un allié des Mongols, qui ont accepté de partager les territoires situés au sud du fleuve Jaune avec eux. Le général Meng Gong des Song défait le général Wu Xian des Jin et ordonne à ses troupes d'assiéger la ville de Caizhou, dans laquelle c'est retranché le dernier empereur des Jin. Avec l’aide des Mongols, les armées Song réussissent enfin à mettre fin à la dynastie Jin qui occupait le nord de la Chine depuis plus d’un siècle. Un an plus tard, les généraux Song envoient leurs armées occuper les anciennes capitales de la dynastie Song, mais ils sont repoussés par les garnisons mongoles qui sont commandées par Tachir, un descendant de Boorchu, qui était un célèbre compagnon de Gengis Khan. C'est ainsi que les troupes mongoles, dirigées par le fils du Khan Ögedei, commencent leur lente mais régulière invasion du Sud. Les forces Song résistent farouchement, ce qui aboutit à la multiplication de campagnes militaires longues et coûteuses. Encore plus que les armées chinoises, les principaux obstacles à la poursuite des conquêtes mongoles sont les terrains inconnus inadaptés à leurs chevaux, les nouvelles maladies et la nécessité de mener des batailles navales, une forme de guerre complètement étrangère aux maîtres de la steppe. Cette combinaison a abouti à une des guerres les plus difficiles et les plus longues des conquêtes mongoles. Les Mongols se sont rarement retrouvés face à une résistance aussi acharnée que celle que leur offrent les Chinois et ils doivent utiliser "tous les stratagèmes militaires alors connus" pour vaincre leurs ennemis. La "résistance acharnée" que les Mongols affrontent en Corée et dans la Chine des Song est plus importante que celle des autres pays d'Eurasie qui ont été écrasés plus rapidement.
La conséquence directe des difficultés que rencontre l'armée mongole est que la quantité de troupes déployées pour envahir la Chine méridionale est bien plus importante que celle déployée pour envahir le Moyen-Orient en 1256.

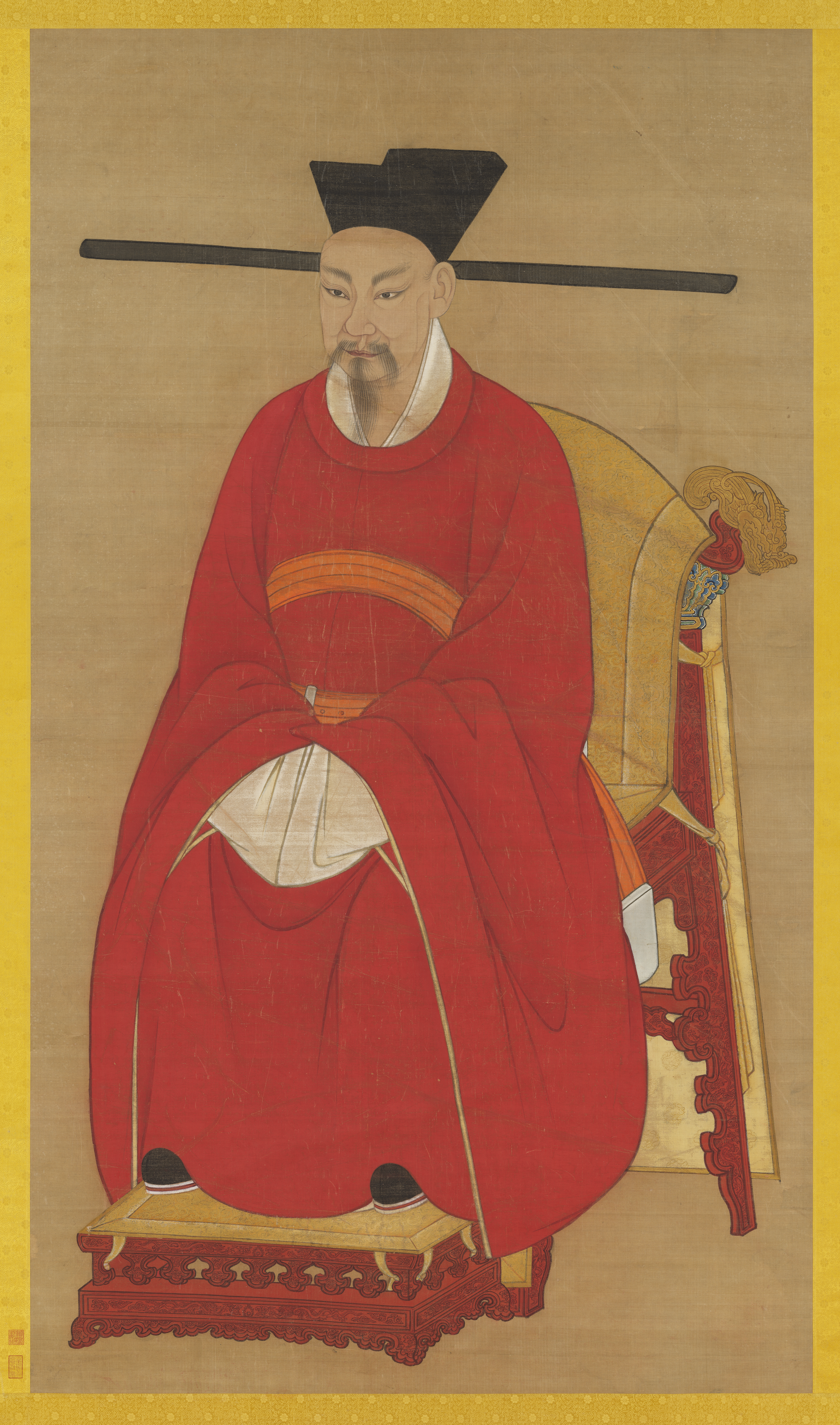
l'empereur Song Lizong

### Défections de Chinois et de Khitans
De nombreux Chinois Han et des Khitans font défection au profit des Mongols lors de leur guerre contre les Jin. Ainsi, deux chefs chinois, Shi Tianze (Shih t’ien-tse) et Liu Heima (劉黑馬, Liu Ni),,,, et le Khitan Xiao Zhala (蕭札剌). Au service de Gengis Khan et de son successeur Ögedei Khan, ils commandent dans l’armée mongole trois tumens, chacun de 10 000 soldats, l'équivalent de trois divisions,, ; avec Shi Tianxiang, un autre transfuge, ils ont rang de général lors de l'invasions mongoles des Xia occidentaux.
Sous Ogödei Khan, quatre généraux sont ainsi à la tête de divisions militaires : Zhang Rou, Yan Shi, Shi Tianze et Liu Heima,,,. Par la suite le gouvernement Yuan créera une "armée Han" (漢軍), regroupant les soldats Jin ayant rejoint les rangs des Mongols, et une "armée nouvellement soumise"(新附軍), rassemblant des troupes ci-devant Song.
Ces défections révèlent la complexité de la situation, dans cette époque où la Chine, depuis le IVe siècle, subissait invasion sur invasion. Ainsi, chinois d'origine, Shi Tanze vit en territoire Jin, et les mariages entre Han et Jurchen étant devenus courants, son père Shi Bingzhi (史秉直, Shih Ping-chih) a épousé une femme jurchen, Na-ho, et une femme chinoise, Chang, et l'on ne sait laquelle est sa mère. Shi Tianze lui-même épouse deux femmes jurchen, une femme chinoise et une femme coréenne. Son fils, Shi Gang, de mère jurchen, épouse une femme keraït, tribu intégrée aux conquérants mongols dès 1203,.
Cette intrication explique que des hommes comme Shi Tianze, Zhang Rou (Chang Jou, 張柔), Yan Shi (Yen Shih, 嚴實) et d'autres dignitaires chinois de haut rang, qui avaient déjà servi la dynastie jurchen des Jin, aient rejoint les Mongols et attaqué les Song, tout comme Chagaan (Tsagaan) et Zhang Rou qui lancent une attaque contre eux sur ordre de la régente Töregene Khatun. Ces Chinois ont en fait puissamment contribué à l'édification du nouvel État.

## Première phase (1235–48)
À partir de 1235, lé général mongol Kuoduan Hequ commence à attaquer le Sichuan depuis les plaines situées à proximité de la ville de Chengdu. Par le passé, l’occupation de cette région a souvent été une étape importante pour la conquête du sud de la Chine. La ville de Xiangyang, d'une grande importance stratégique car c'est la "porte" de la plaine du Yangzi Jiang, est défendue par le Cao Youwen des Song. Ce dernier capitule en 1236, laissant le contrôle de la cité aux Mongols. Pendant ce temps, à l’est, les généraux des armées Song, comme Meng Gong et Du Guo, résistent à la pression des armées mongoles commandées par Kouwen Buhua; car le gros des troupes mongoles se trouve alors en Europe. Au Sichuan, le gouverneur Yu Jie adopte le plan que les frères Ran Jin et Ran Pu lui ont soumis et fait fortifier des lieux importants situés dans les zones montagneuses, comme Diaoyucheng, ce qui permet à Jie de tenir la région quelques années de plus. En 1239, le général Meng réussit à vaincre les Mongols et à reprendre Xiangyang, renforçant ainsi un peu plus les défenses du Sichuan. Finalement, le seul gain permanent pour les Mongols est la ville de Chengdu, qui tombe en 1241. Dans la région de la rivière Huai, les commandants de l’Empire Mongol restent sur la défensive, en prenant quelques métropoles Song, bien que Töregene et Güyük Khan leur donnent l'ordre d'attaquer les Song.

Le conflit entre les Mongols et Song reprend réellement dans la région de Chengdu, après l'emprisonnement par les Chinois des émissaires que Töregene a envoyés négocier la paix. Les armées mongoles, commandées par les généraux Zhang Rou et Chagaan, prennent Hangzhou et envahissent le Sichuan en 1242. Très vite, la Cour des Song envoie une délégation pour négocier un cessez-le-feu. Chagaan et Zhang Rou retournent alors vers le nord après avoir accepté les termes dudit cessez-le-feu.

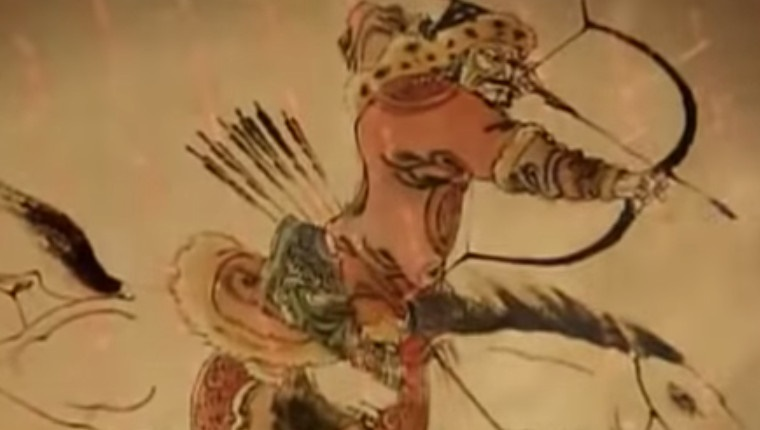
Archer monté mongol, se préparant à tirer un trait.

Des annales chinoises nous livrent un compte-rendu de l’attaque des Mongols contre Nanjing et décrit l’utilisation d'armes à poudre contre les Mongols par les défenseurs chinois :

« Comme les Mongols avaient eux-mêmes creusé des puits sous la terre où ils étaient protégés des projectiles, nous avons décidé d'entourer avec du fer, les machines appelées  chen-t’ien-lei [tonnerre-qui-secoue-le-ciel]... et de les envoyer dans ces puits. »

 La traduction du terme utilisé pour désigner cette arme est celle du Prof. Partington, qui le décrit comme un pot de fer, rempli d’yao [huo], ce qui signifie littéralement "feu médical" et qui est en réalité une poudre noire en faible teneur en nitrate, ou une proto-poudre noire. Ces pots, qui sont parfois attachés à des chaînes, envoient du "feu... dans toutes les directions", avec un effet incendiaire qui se répand sur plusieurs mètres carrés et peut percer le métal du pot, produisant un "bruit ressemblant au tonnerre" qui peut être entendu à des kilomètres. Le résultat des explosions est que "les hommes et les bêtes sont tous réduits en morceaux (chieh sui) qui volent dans toutes les directions,.

## Seconde phase (1251–60)
Les attaques des Mongols contre la Chine des Song s’intensifient avec l’élection de Möngke comme nouveau grand Khan en 1251. En passant par la plaine de Chengdu et le Sichuan, les Mongols attaquent et annexent le Royaume de Dali, qui est situé dans l'actuelle province du Yunnan, en 1253. Kubilai, le frère de Möngke et le général Uriyangqadai pacifient le Yunnan et le Tibet, avant d'envahir la dynastie Trần au Vietnam. Les Mongols assiègent Ho-chiou en 1254, mais lèvent très vite le siège pour repartir vers la Chine.
En octobre 1257 Möngke prend la tête de l'armée mongole et part pour le sud de la Chine. Il installe son campement près des monts Liu-pan, en mai de la même année et il entre au Sichuan en 1258, avec les deux-tiers des troupes de l'armée mongole sous ses ordres. En 1259, Möngke meurt du choléra ou de dysenterie au cours de la bataille de Diaoyucheng, une ville défendue par Wang Jian. Le général chinois Jia Sidao, un des collaborateurs de Kubilai, profite de l’occasion pour occuper le Sichuan comme vassal des Mongols.
Pendant ce temps le gouvernement central des Song se révèle incapable de faire face au double défi des invasions mongoles et des soulèvements paysans qui éclatent dans la région de Fujian et qui sont dirigés par Yan Mengbiao et Hunan. La Cour de l’empereur Song Lizong est dominée par les clans des consorts Yan et Jia, ainsi que par les eunuques Dong Songchen et Lu Yunsheng. En 1260, Jia Sidao devint chancelier et fait du nouvel empereur Song Duzong son homme de paille. Il en profite pour faire expulser ses adversaires comme Wen Tianxiang et Li Fu. Comme la situation financière des Song est très mauvaise, Sidao tente de faire rentrer de l'argent grâce à une politique de nationalisation des terres. Pour se défendre contre les Mongols, les Chinois utilisent des armes à poudre noire, comme le t'u huo ch'iang qui tire des balles depuis des tubes de bambou, des armes coûteuses dont la fabrication pèse lourdement sur le budget de l'État.

## Chute de la dynastie Song (1260–1276)

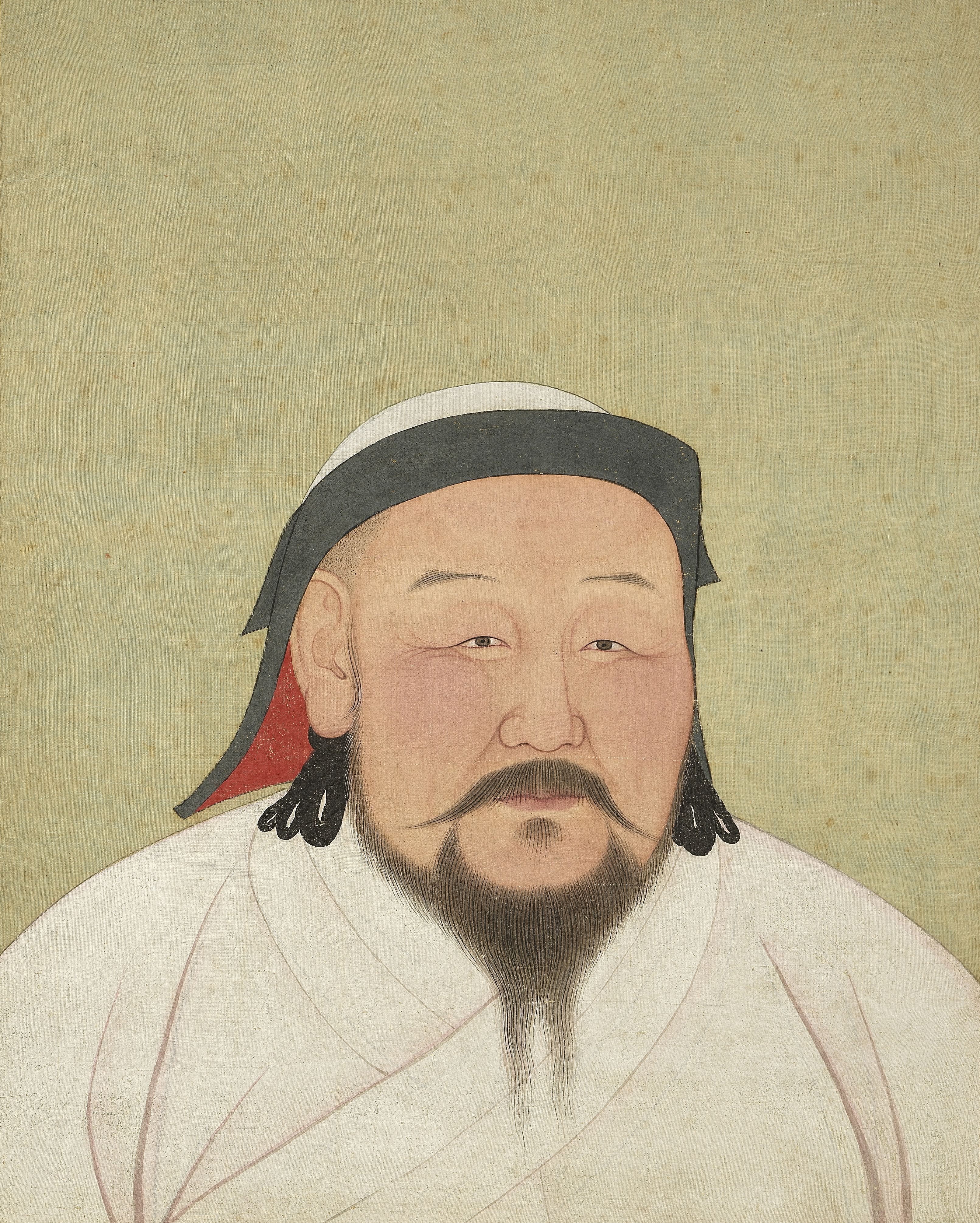
Kubilai Khan, Grand Khan des Mongols, fondateur de la dynastie Yuan, peint en 1294.

Après la désignation de Kubilai comme grand Khan des Mongols en 1260, et le règlement du différend avec son plus jeune frère, Ariq Böke, basé à Karakorum, le nouveau Khan reprend le combat afin de conquérir la Chine du sud. Dès 1265 il lance une première attaque contre la forteresse de Diaoyu (en) au Sichuan, où les Mongols parviennent à vaincre les troupes terrestres et navales des Song, et à capturer plus de 100 navires.

### Siège de Xiangyang
En 1268 les Mongols entament le siège de la ville de Xiangyang, qui durera cinq ans. Située sur la rivière Han, cette ville de grande valeur stratégique contrôle l'accès au Yangzi Jiang et elle a un rôle commercial important.
Les murs de Xiangyang sont épais d'environ 6 à 7 m et englobent une zone de 5 km de large. Les portes principales du mur donnent sur un cours d'eau impossible à passer à gué en été, et alimentant une série de marécages, étangs et zones boueuses infranchissables en hiver. Xiangyang est relié à sa ville jumelle, Fencheng, sur la rive opposée, par un pont couvert enjambant la rivière. Les défenseurs tentent de rompre le siège à partir de ce pont. Mais les Mongols, commandés par Aju, contrecarrent ces tentatives et anéantissent tous les renforts, composés de milliers de soldats, envoyés par le pouvoir Song.
Cependant Aju ne parvient pas à prendre les cités. Pour débloquer la situation, il demande à Kublai de pouvoir utiliser les puissantes machines de siège de l’ilkhanat de Perse. En réponse à cette demande, deux ingénieurs, Ismail et Al-aud-Din, venant de Mossoul, en Irak, arrivent en Chine du Sud pour construire un nouveau type de trébuchet à contrepoids capable d'utiliser des projectiles explosifs. En plus de ce nouveau type de trébuchets, ces ingénieurs construisent également des mangonneaux, plus petits. Ces nouveaux trébuchets à contrepoids sont conçus en prenant pour modèle ceux utilisés par Hulagu pour détruire les murs de Bagdad en 1258.[réf. nécessaire]
Les projectiles explosifs sont utilisés en Chine depuis des siècles, mais par rapport au trébuchet à traction utilisé auparavant, le système de contrepoids augmente la portée et la précision, tout facilitant l'évaluation de la force générée. En tant que tel, le trébuchet à contrepoids construit par les Persans a une plus grande portée que ceux construits par les Chinois. Ces machines de siège sont actionnées par des ingénieurs musulmans et chinois travaillant pour les armées mongoles. Il faut peu de temps aux Chinois de la dynastie Song pour réagir et construire leurs propres trébuchets à contrepoids. Comme le dit un récit : « En 1273, les villes frontières étaient toutes tombées. Mais des trébuchets musulmans ont été construits, avec des améliorations nouvelles et ingénieuses, et différentes sortes (de trébuchets) sont devenues disponibles, beaucoup mieux que ceux utilisés auparavant. »
Pendant le siège, les troupes mongoles et celles des Song ont utilisé des "bombes de tonnerre"; un type d'arme incendiaire en fonte, remplie de poudre à canon, envoyée sur l'ennemi par des trébuchets ou par d'autres moyens. Les effets de ces obus sur les hommes et les matériaux sont dévastateurs, les éclats de ces bombes pouvant même percer une armure en fer, et le bruit consécutif à l'explosion s'entend à des kilomètres.
En plus de l'amélioration de l'armement mongol, les querelles politiques internes des Song entre le puissant clan Lu, qui soutient Jia Sidao, et ses adversaires, ont également contribué à la chute de Xiangyang et Fancheng. Nombreux sont ceux qui remettent en cause leur allégeance aux Song et l'Empereur finit par renvoyer Sidao de son poste de commandant des opérations. Li Tingzhi, un ennemi du clan Lu, remplace Jia à la tête des opérations militaires, mais ce dernier fait en sorte que les Lu ignorent les ordres de Li, ce qui détruit la chaine de commandement. Li se retrouve alors dans l'incapacité d'aider convenablement les assiégés de Xiangyang et Fancheng et réussit juste à faire passer quelques provisions, les rares fois où le siège des Mongols se relâche.
Bayan du Baarin, le commandant mongol, envoie alors la moitié de ses troupes vers l'amont de la rivière, pour les faire passer sur la rive sud et y construire un pont permettant d'attaquer la forteresse de Yang-lo. Une flotte Song composée de trois mille bateaux remonte alors le fleuve Han pour contrer les Mongols, mais est elle repoussée après avoir perdu cinquante bateaux et 2.000 marins dans les combats. Dans ces engagements maritimes, les Song ont utilisé des bateaux à aubes et, au moins sur quelques navires, ont utilisé des "lances de feu", des arbalètes de siège et des dispositifs incendiaires contre les forces mongoles.

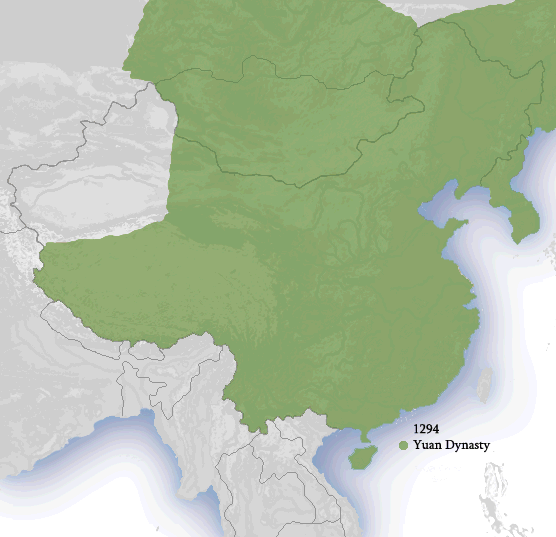
Les territoires contrôlés par la dynastie Yuan, après la conquête de la Chine du sud par Kubilai Khan.

En 1270, Kublai ordonne la construction de cinq mille vaisseaux et deux mille de plus trois ans plus tard. Au total, cette flotte peut transporter environ 50 000 soldats pour partir en guerre contre les Song. En 1273, Fancheng capitule et les Mongols tuent toute la population de la ville en la passant au fil de l'épée, pour terroriser les habitants de Xiangyang. Après ce massacre, le commandant de Xiangyang se rend au commandant mongol et la ville tombe enfin après cinq ans de siège.

### Chute de Hangzhou (1276)
La route du Yangzi Jiang enfin ouverte, les Mongols déploient leur nouvelle et puissante flotte le long du fleuve. Mais même si la flotte Song est plus une flotte de défense côtière qu'une marine opérationnelle, les Mongols savent que ce n'est pas un adversaire à sous-estimer.
Kubilai ayant établi son pouvoir et créé la dynastie Yuan en 1271, l'empereur Song Duzong meurt en 1274, et son fils, Song Gong, monte sur le trône à l'âge de quatre ans.
Sur le terrain Jia Sidao démontre une dernière fois son incompétence militaire en 1275 lors de la bataille de Dingjiazhou, qui s'achève par une cuisante défaite et son exécution. Cependant la résistance des Song à l'invasion mongole se poursuit. Bayan fait massacrer les habitants de Changzhou lors de la chute de la ville en 1275, pour les punir de leur résistance. En janvier 1276 les défenseurs de Changsha se suicident collectivement plutôt que de tomber aux mains des Mongols. Ensuite les préfectures se soumettent les unes après les autres, suivant l'avancée de la flotte et des troupes mongoles et chinoises des Yuan.
En février 1276 Bayan et Dong Wenbing assiègent Lin'an, l'actuelle Hangzhou, capitale des Song. Elle est défendue par Wen Tianxiang et Zhang Shijie. Mais la Grande Impératrice Douairière Xie et l'Impératrice Douairière Quan (grand-mère et mère de l'enfant empereur) préfèrent se rendre et livrent l'empereur Gong ainsi que le sceau impérial. Kubilai Khan accepte l'abdication des Song et les reçoit à Pékin avec honneur, puis à cause de troubles politiques le fait exiler au Tibet en 1289, pour qu'il y mène une existence de moine jusqu'à sa mort en 1323.
Cette conquête de Hangzhou, suivie, durant les trois années suivantes, de la réduction des loyalistes Song enfuis plus au sud, a pu être considérée comme le dernier grand exploit militaire de l’Empire mongol.

## Les ultimes combats des loyalistes Song (1276–79)

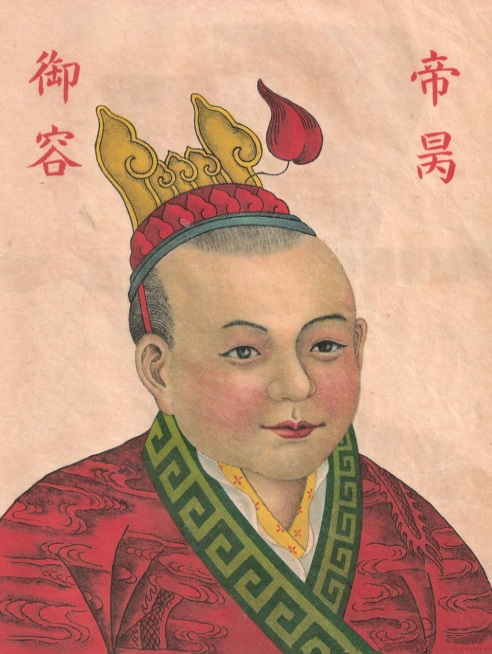
Song Bing, le dernier empereur de la dynastie Song.

Si au nord de Hangzhou, après sa reddition, les places fortes se soumettent, dont Yangzhou en 1276 à la demande expresse de l'impératrice douairière Xie, les opérations militaires se poursuivent au sud pour la conquête du Fujian et du Guangdong, où des loyalistes –Zhang Jue, Wen Tianxiang, Zhang Shijie, Lu Xiufu– se sont réfugiés en emmenant deux petits frères de l'empereur déchu, que Xie avait laissés partir, et avec lesquels ils prétendent poursuivre le combat contre les troupes sino-mongoles.
Le 21 juin 1276 ils font de Zhao Shi, huit ans, un nouvel empereur sous le nom de Song Duanzong. Quoiqu'ils combattent les Mongols dans les régions montagneuses du Fujian, du Guangdong et du Jiangxi, leurs places tombent une à une : Chongqing en 1277, Fuzhou en 1278. Duanzong et son frère réussissent à fuir la ville avant sa chute. L'empereur meurt peu après pendant sa fuite vers le sud. Son frère Zhao Bing, sept ans, lui succède sous le nom de Song Bing, le 10 mai 1278, à Gangzhou, l'actuelle Mui Wo sur l'île de Lantau à Hong Kong. Bing sera le témoin de la débâcle finale. En 1279, la forteresse d'Hezhou tombe. En février de la même année l'un des derniers ministres loyalistes, Wen Tianxiang, est capturé ; il sera exécuté à Pékin.
La conquête des territoires Song s'achève le 19 mars 1279. Mille navires de guerre Song affrontent alors une flotte de trois à sept cents navires mongols à Yamen. La flotte Yuan est commandée par Zhang Hongfan (1238-1280), un Chinois du nord, et Li Heng (1236-1285), un Tangoute. Kubilai a interdit l'utilisation de catapultes lors du combat, craignant que leur emploi permette à la flotte Song de se disperser pour se reconstituer ailleurs. Les Mongols recourent à un véritable un siège maritime, afin que les derniers Song ne puissent que se soumettre ou mourir de faim.
Dès le début des combats, un défaut apparait dans la tactique des Song, qui sera exploité par les Yuan à la fin de la bataille. En effet, les Song, pour s'assurer une position défensive plus forte, "ont encordé ensemble en une masse solide" les navires de leur flotte en tentant de créer une ligne d'escarmouche nautique. En fait, ils ont surtout reproduit la même erreur que Cao Cao lors de la bataille de la falaise rouge, en se privant de toute possibilité de manœuvre: ils ne pouvaient ni attaquer ni véritablement se défendre, ni s'enfuir. Le 12 mars, un certain nombre de combattants Song ont défié le côté mongol. Le 13 mars, un escadron Song attaque des bateaux de la patrouille nord des Mongols. Si cette action vise à briser les lignes mongoles, c'est un échec. Le 17 mars, Li Heng et Zhang Hongfan décident de déclencher une bataille décisive. Quatre flottes mongoles partent à l'attaque de celle des Song : Li Heng attaque depuis le nord et le nord-ouest; Zhang depuis le sud-ouest et les deux dernières flottes attaquent respectivement depuis le sud et l'ouest. Le temps favorise les Mongols ce matin-là, car un brouillard dense et de la pluie obscurcissent le ciel et couvrent l'avancée de la flotte de Li Heng. La flotte mongole du sud-ouest bénéficie, elle d'un courant de marée favorable qui lui permet d'arriver très vite au nord de la flotte Song. C'est une attaque inhabituelle en ce sens que la flotte mongole a engagé la flotte Song en premier.
Avant la bataille, les Mongols ont construit des plates-formes de tir à l'arc pour leurs marins. Cette position surélevée donne un net avantage aux archers qui peuvent viser plus facilement et concentrer leurs tirs sur leurs ennemis. On trouve sur chaque plate-forme des équipes de sept ou huit archers, qui font preuve d'une efficacité dévastatrice au fur et à mesure que la bataille avance.
La première attaque de Li Heng coupe la corde qui maintient ensemble les navires des Song et très vite, les combats au corps à corps font rage sur les ponts des navires. Avant midi, les Song ont déjà perdu trois de leurs navires face aux Mongols. Durant la matinée, les navires de Li ont franchi la ligne extérieure des Song et deux autres escadrons mongols ont détruit la formation des Song au nord-ouest du champ de bataille. C'est à ce moment-là que la marée s'inverse, ce qui fait dériver les navires de Li dans la direction opposée, le nord.

Les Song pensent alors que les Mongols ont arrêté leur attaque et baissent leur garde. La flotte de Zhang Hongfan, remontant le courant du nord toutes voiles dehors, attaque alors les navires Song. Zhang est déterminé à capturer Zuo Tai, l'amiral Song et s'engage au cœur de la bataille avec son navire amiral, qui est protégé par des boucliers pour contrer les tirs des Song. Plus tard, quand Zhang réussit finalement à capturer le vaisseau amiral Song, son propre navire est criblé de flèches. Alors que la bataille fait rage, la flotte de Li Heng réussit également à remonter le courant et vient aider celle de Zhang. Vers la fin de l'après-midi, la bataille est terminée et ce qu'il reste de la marine des Song se rend.

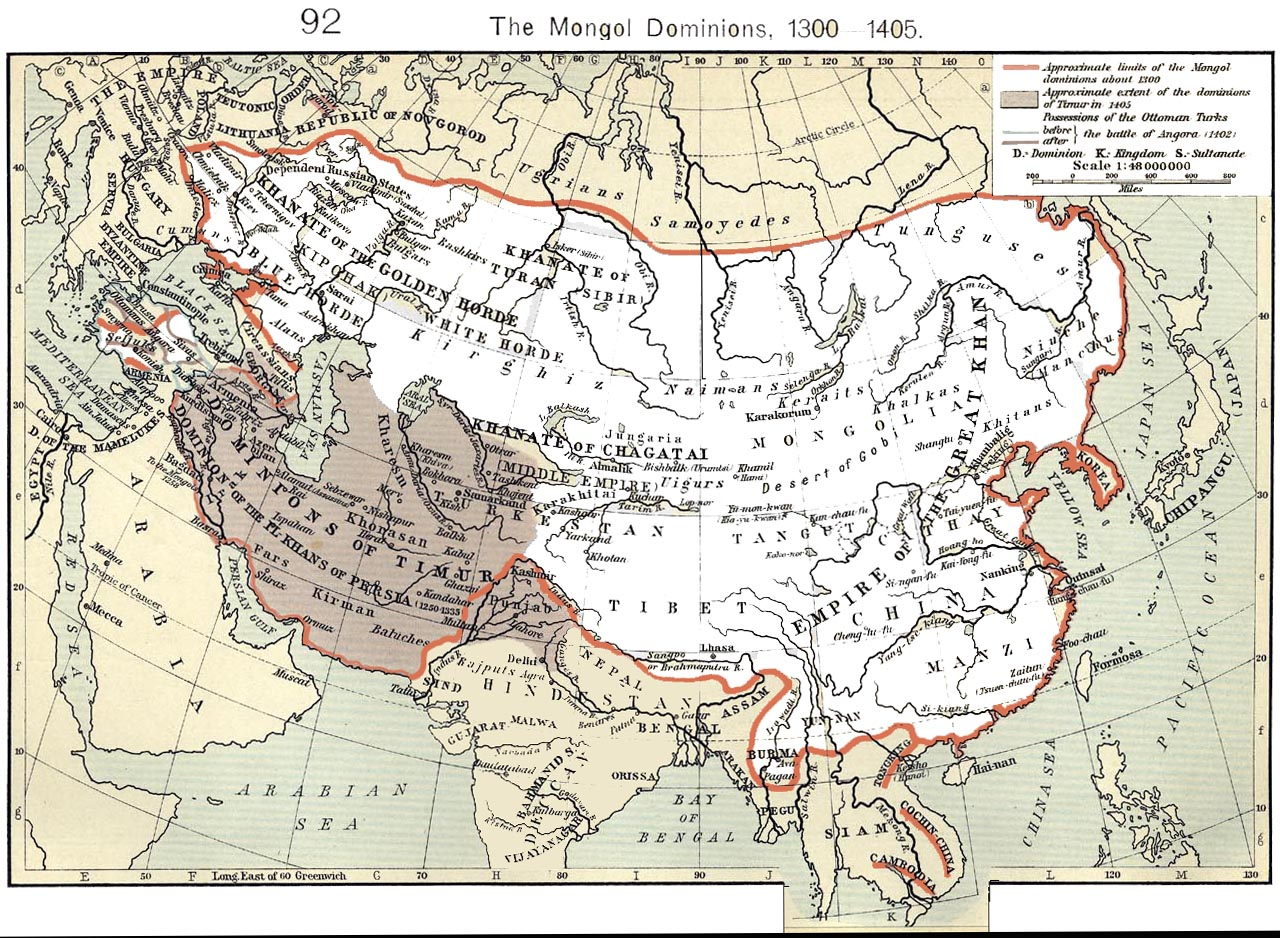
Les territoires contrôlés par les Mongols vers 1300. La partie grisée représente les territoires du futur Empire Timouride.

L'élite dirigeante des Song refuse de se soumettre à la loi des Yuan et opte pour la mort par suicide et des dizaines de milliers de conseillers et de femmes se jetèrent dans la mer et se noyèrent. Le magistrat Lu Xiufu, qui avait été chargé de tenir l'enfant-empereur Song Bing dans ses bras pendant la bataille, choisit de mourir avec son empereur en se jetant à la mer avec lui près du mont Ya (厓). On ne sait pas très bien si c'est lui qui a décidé seul que Song Bing devait aussi mourir ou si ce sont d'autres personnes de l'entourage de l'empereur. Ce qui est sûr, c'est qu'avec sa mort, les derniers restes de la résistance Song sont éliminés. La victoire de cette campagne navale marque l'achèvement de la conquête de la Chine par Kubilai et le véritable début de la dynastie mongole Yuan, définitivement consolidée.
Les membres de la famille impériale Song qui se sont rendus continuent à vivre normalement pendant la dynastie Yuan, comme l'empereur Song Gong, Zhao Mengfu et Zhao Yong. Zhao Mengfu finit par devenir peintre à la cour Yuan et réussit à avoir un entretien en particulier avec Kublai Khan. Cette pratique d'intégration des familles dirigeantes vaincues est appelée 二王三恪.
Durant l'invasion mongole de la Chine historique, beaucoup de Chinois "Han" ont été asservis par les Mongols. Selon les historiens japonais Sugiyama Masaaki (杉山 正 明) et Funada Yoshiyuki (舩 田 善 之), il existe aussi un certain nombre d'esclaves mongols qui sont la propriété de Chinois pendant la dynastie Yuan. Enfin, il n'y a aucune preuve que les Chinois, qui sont considérés par les Mongols comme une classe inférieure au sein de la société Yuan, aient subi plus d'abus que les autres peuples conquis,,.

## Rôle des Chinois au Vietnam contre les Mongols
Le clan chinois Tran (Chen) est originaire du Fujian et c'est sous Trần Kinh (陳 京, Chén Jīng), qu'il migre vers le Đại Việt. Là, les descendants de Kinh établissent la dynastie Trần, qui règne sur ce pays. Ces origines nordiques sont bien connues des Yuan, car le clerc taoïste Xu Zongdao, qui a rédigé les Chroniques racontant l'invasion mongole du Viet-Nam, les a appelés "Bandits du Nord",. Bien des années après cette migration, certains membres du clan parlent encore le chinois. Ainsi, lorsqu'un émissaire de la dynastie Yuan rencontre en 1282 le prince Trần Quốc Tuấn, le futur roi Trần Hưng Đạo, ils dialoguent ensemble en langue chinoise,,,,,.
Selon le professeur Liam Kelley, les fidèles de la dynastie Song qui ont fui vers le Viet Nam de la dynastie Tran, comme Zhao Zhong et Xu Zongdao, après l'invasion mongole de la Chine, ont aidé leurs nouveaux maîtres à lutter contre les Invasions mongoles du Viêt Nam. Il est difficile de savoir jusqu'à quel point cette aide fut utile, mais ce qui est sûr, c'est que finalement les Mongols sont vaincus et doivent repartir vers la Chine.